# Chicago house
La Chicago house è un genere di musica elettronica nato a Chicago nei primi anni Ottanta. Non è definibile come un sottogenere della musica house.

## Storia del genere
Dopo il declino della disco music, la quale aveva caratterizzato il decennio precedente, venivano prodotti sempre meno vinili di musica disco. Chicago era l'unica città dove ancora erano in voga le sonorità disco, e queste venivano trasmesse soprattutto nell'emittente radiofonica WBMX-FM.
In questo periodo, disc jockey come Frankie Knuckles, Marshall Jefferson e Ron Hardy mixavano dischi di più stili musicali, quali italo disco, hip hop ed electro funk.
Alcuni di questi produttori tramite drum-machine, effetti e strumentazioni elettroniche iniziarono a compiere delle modifiche ai loro brani preferiti, dando loro un'impronta personale.
Tutto questo per rendere il tutto più ballabile in pista. Spesso queste versioni non sono mai state pubblicate, erano disponibili per dj in edizioni strettamente personali e limitate.

### Le prime produzioni
La prima etichetta ufficiale fu la Dj International (1983) di Lerry Sherman a cui seguì la Traxx Records (1985) di Rocky Jones. 
Un dj, Jesse Saunders, possedeva un'etichetta discografica indipendente e nel 1984 viene pubblicato in 12" una traccia chiamata On and On. Fu prodotta per sostituire un disco "rubato" dalla collezione dello stesso Saunders. Per questo pezzo fu campionata la linea di basso di Space Invader di Player One, un brano del 1979. Vennero aggiunte voci e strumenti elettronici, al fine di creare l'essenza di quel genere, che per pochi addetti ai lavori, era già stato nominato musica house.
On and On ispirò un'intera generazione di dj e produttori. Tracce come Your Love di Jamie Principle (riproposta nel 1987 da Frankie Knuckles), It's House o Time to Jack di Chip E. sono state concepite grazie a campionatori e ai primi modelli di sintetizzatori e drum-machine della casa Roland (Roland TR-303 Bass Synthesizer, TR-909, TR-808, TR-707).

### L'evoluzione del genere e l'exploit europeo
In Europa la musica house iniziò a diffondersi già dal 1986 in Inghilterra. Nel marzo 1987 Marshall Jefferson, Frankie Knuckles, Adonis e Larry Heard fecero un tour in Gran Bretagna dopo il grande successo da classifica di alcune tracce Chicago House come "Love Can't Turn Around". Contemporaneamente anche a Ibiza era arrivato il nuovo suono di Chicago. Le tracce venivano suonate in party all'aperto nei club come l'Amnesia.

### In Italia
In Italia la Chicago House giunse nel 1987. Nel 1989 nacque il primo movimento musicale italiano ispirato alla Chicago House, definito dagli addetti ai lavori come Spaghetti House. Tracce come Touch Me di 49ers e Ride on Time di Black Box divennero successi internazionali e si inserirono ai vertici delle classifiche dance del tempo.

### I brani più famosi
I brani di Chicago house più famosi sono Can You Feel It? di Mr.Fingers, prodotto da Larry Heard nel 1986 su Trax Records, Acid Tracks di Phuture, un progetto firmato Dj Pierre e Marshall Jefferson del 1987 sempre su Trax Records e Jack Your Body di Steve "Silk" Hurley (1987). Alcuni di questi brani hanno raggiunto il primo posto nella hit parade inglese.

## Etichette discografiche
Un ruolo molto importante è stato svolto dalle etichette discografiche. Trax Records, DJ International, KMS, Transmat e Tracks hanno fatto sì che il genere potesse crescere, puntando sul movimento e la scuola di Chicago.

## Principali artisti
- Adonis
- Steve "Silk" Hurley
- Vince Lawrence
- Marshall Jefferson
- Derrick Carter
- Jamie Principle
- Ralphi Rosario
- Jesse Saunders
- DJ Colette
- DJ Funk
- DJ Pierre
- DJ Sneak
- Roy Davis, Jr.
- Mark Farina
- Fast Eddie
- Felix da Housecat
- Fingers, Inc.
- Maurice Joshua
- Lil Louis
- Frankie Knuckles
- Ron Hardy
- Larry Heard
- Hot Mix 5
- Curtis Jones (Cajmere/Green Velvet)
- Dajae
- Phuture
- Paul Johnson